# بارب تیک تاک تو
بارب تیک تاک تو (Pethia stoliczkana) گونه ای ماهی گرمسیری از خانواده کپورماهیان، ساکن آب شیرین و بومی حوضه های بالای مکونگ، سالون، ایراوادی، مکلونگ و چائو پرایای بالایی در کشورهای نپال، هند، پاکستان، میانمار، بنگلادش، لائوس، تایلند، چین و سریلانکا است. 

## ریشه شناسی
نام گونه ای این ماهی به نام فردیناند استولیکزکا دیرینه‌شناس و جانورشناس اهل چک نامگذاری شده است. 

## توضیحات
بارب تیک تاک تو به رنگ سبز نقره‌ای با یک لکه سیاه دراز عمودی در پشت دهانه آبشش و یک لکه سیاه دراز عمودی روی دمپایی است. باله پشتی نرهای بالغ  و فعال جنسی به رنگ قرمز با حاشیه سیاه و دو ردیف خال سیاه است. این گونه بدون سبیلک بوده و حداکثر طول آن (SL) به ۵ سانتیمتر (۲٫۰ اینچ) میرسد. 

## همچنین ببینید
- لیست گونه های ماهی آکواریومی آب شیرین

## مراجع
1. ↑  Dahanukar, N. 2010. Pethia stoliczkanus. In: IUCN 2012. IUCN Red List of Threatened Species. Version 2012.2. <www.iucnredlist.org>. Downloaded on 3 May 2013.
2. ↑  Christopher Scharpf; Kenneth J. Lazara (22 September 2018). "Order CYPRINIFORMES: Family CYPRINIDAE: Subfamily SMILIOGASTRINAE". The ETYFish Project Fish Name Etymology Database. Christopher Scharpf and Kenneth J. Lazara. Archived from the original on 4 May 2022. Retrieved 14 April 2022.